# 장쥔슝
장쥔슝(張俊雄, 1938년 3월 23일~)은 중화민국의 정치인이다. 중화민국의 제17대, 제21대 행정원장(行政院長), 총통부비서장, 재단법인 해협교류기금회 회장을 역임하였다. 현재 중화민국 총통부 자정(資政)이다. 2003년 민주진보당 비서장 명의로 노무현 대한민국 대통령 취임식에 참석했다.

## 같이 보기
- 중화민국의 행정원장